# Мічули
Мічули (пол. Miczuły, нім. Mitschullen, 1938-1945 Rochau) — село в Польщі, у гміні Бані Мазурські Ґолдапського повіту Вармінсько-Мазурського воєводства.
Населення — 180 осіб (2011).
У 1975-1998 роках село належало до Сувальського воєводства.

## Демографія
Демографічна структура станом на 31 березня 2011 року:
|          | Загалом | Допрацездатний вік | Працездатний вік | Постпрацездатний вік |
| -------- | ------- | ------------------ | ---------------- | -------------------- |
| Чоловіки | 88      | 14                 | 55               | 19                   |
| Жінки    | 92      | 14                 | 55               | 23                   |
| Разом    | 180     | 28                 | 110              | 42                   |